# Charles Le Gall
Pour les articles homonymes, voir Le Gall.
Charles Le Gall (né le 5 mars 1921 à L'Hôpital-Camfrout, mort le 3 novembre 2010 à Brest), dit Charlez Ar Gall est un militant de la culture bretonne, pionnier de la radio-télévision en langue bretonne.

## Biographie

### Enfance et formation
Charles Le Gall - Charlez ar Gall est né en 1921 dans une famille d'agriculteurs à L'Hôpital-Camfrout, « entre Cornouaille et Léon » comme il s’amusait à le dire. À l’image des autres enfants de sa commune, il est élevé en breton et n’apprend le français qu'une fois scolarisé. Cela ne l'empêche pas de passer son certificat en obtenant la meilleure note en composition française. Il étudie de 1937 à 1940 à l'École normale de Quimper.
C’est lorsqu’il débute dans le métier d'instituteur à L'Hôpital-Camfrout, à Argol et à Brest au début des années 1940 qu'il découvre l'intérêt de sa langue maternelle. C'est à cette époque qu'il rencontre Jeanne-Marie Guillamet qui devient son épouse en 1942 et sera connue sous le nom de Chanig ar Gall. Après la Libération, il rejoint l'association Ar Falz, qui avait été créée dans les années 1930 par Yann Sohier pour l'enseignement du breton dans les écoles publiques, et que relance Armand Keravel après la guerre. Il devient professeur de l'enseignement technique à Brest.

### Travail de présentateur
Charles Le Gall se considère comme simple militant et travaille d'arrache-pied pour le développement de la langue bretonne. En 1959, il succède à Pierre-Jakez Hélias et va animer chaque semaine les émissions en langue bretonne de Radio-Quimerc'h et d'Inter-Bretagne pendant 17 ans, soit plus de 800 émissions au total. Aucun studio n'existant alors à Brest, c'est dans son bureau personnel que sont enregistrées ses premières émissions. Il participe également aux stages d'été d’Ar Falz pendant une quinzaine d'années afin de faire progresser le breton chez les adultes.
À compter de 1964, il devient le premier « speaker » bretonnant de la télévision régionale, en présentant la célèbre chronique hebdomadaire d'une minute et demie en langue bretonne. La charge qu'on lui confie à ce moment accroît sa renommée et son influence sur le monde bretonnant. Pendant une dizaine d'années, il réalise un travail essentiel pour le développement de la télévision en breton.

### Militant breton
Charles Le Gall n’a jamais cessé d'œuvrer pour la cause du breton. Dès les années 1950, il a participé aux activités de l'association Emgleo Breiz et a collaboré à la revue Brud, devenue Brud Nevez par la suite. Il ne faut pas oublier sa participation à Ti embann ar skolioù (éditions pédagogiques en langue bretonne) ni sa nomination au comité Bretagne du Conseil supérieur de l’audiovisuel.
C'est grâce au travail à la fois pondéré et passionné qu'il a mené, avec le soutien permanent de Chanig Ar Gall, que le monde bretonnant a gagné une grande part de sa reconnaissance actuelle. Érudit passionné de l’histoire de la Bretagne, il était également membre de la Société archéologique du Finistère et vice-président fondateur de la Société d'études de Brest et du Léon.
Il décède le 3 novembre 2010.

### Distinctions
- Décoré de l'ordre de l'Hermine en 1990 en compagnie de son épouse Chanig ar Gall.
- Commandeur des Palmes académiques
- Ancien vice-président d’Emgleo Breiz
- Pionnier de la radio-télévision en langue bretonne
- Membre honoraire du Comité Bretagne du Conseil supérieur de l’audiovisuel
- Président d'honneur de Sked, fédération des associations culturelles bretonnes du Pays de Brest
- Vice-président fondateur de la Société d'études de Brest et du Léon
- Membre de la Société archéologique du Finistère

## Publications
- Le Breizh hor bro (avec la collaboration de Job Jaffré). 1955. Réédité en 2005, Toutes les Cultures de Bretagne, Ed. Skol Vreizh. Sous l’impulsion de Polig Monjarret, cette brochure, rédigée par Charles Le Gall et Job Jaffré, avait pour objectif de donner aux membres des cercles et des bagadoù les notions essentielles sur la Bretagne que l’École n’avait pas jugé utile de leur apprendre.
- Breiz o veva - Vivre la Bretagne, édition établie par Fanch Broudic et Brieg Haslé-Le Gall, Ed. Emgleo Breiz, 2011.